# Fidel García Berlanga
Fidel García Berlanga (Camporrobles, Valencia, 24 de abril de 1859 - Venta del Moro, Valencia, 2 de enero de 1914) fue un abogado, político y terrateniente español. Fue padre del abogado y político José García-Berlanga, abuelo del director de cine Luis García Berlanga y bisabuelo del músico Carlos Berlanga y del escritor Jorge Berlanga.

## Biografía
Estudió Derecho en la Universidad de Valencia y en 1884 fue elegido alcalde de Utiel por el Partido Liberal. Merced a sus buenas relaciones con Práxedes Mateo Sagasta, en 1888 fue diputado provincial por el distrito de Sueca-Gandía, en 1892 por el de Requena-Ayora y en 1894 fue nombrado presidente de la Diputación de Valencia, cargo en el que se distinguió por sus campañas en defensa de los intereses de los viticultores valencianos.
Su popularidad le facilitó ser elegido diputado al Congreso en las elecciones generales de 1901, 1905, 1907 y 1910 por el distrito electoral de Requena, distinguiéndose siempre por defender los intereses de los viticultores y oponerse a la ley de alcoholes industriales de 1909. También formó parte de la Junta de Aranceles y Valoraciones que aprobó el arancel de 1906.
Durante las disputas internas del Partido Liberal se decantó por la facción demócrata, dirigida primero por José Canalejas y después por Manuel García Prieto. Murió de una peritonitis mientras celebraba un mitin electoral en la Venta del Moro.
Estuvo casado con María Engracia Pardo Gabaldón, y tuvieron 3 hijos: José García-Berlanga (1886-1952), María García Pardo y Carmen García Pardo.